# Andra franska kejsardömet
Andra kejsardömet kallas kejsar Napoleon III:s franska regim mellan 1852 och 1870, mellan andra republiken och tredje republiken. 

## Bakgrund
Den franska monarkin, Julimonarkin, hade avskaffats i samband med februarirevolutionen 1848. Istället hölls presidentval, vilket överraskande vanns av Napoleon I:s brorson Louis-Napoléon Bonaparte, som bara några år tidigare hade flytt till Storbritannien undan ett långt fängelsestraff. Villkoret var att detta endast gällde en presidentperiod om fyra år – därefter skulle en ny president väljas. Åren mellan 1848 och 1852 i Frankrike kallas andra franska republiken.

## Napoleon III:s styre
Bonaparte genomförde en oblodig statskupp strax före presidentvalet 1852 och utropade sig som kejsar Napoleon III; därmed föddes det andra franska kejsardömet. Napoleon III kom att vara landets statschef i totalt 23 år, varav 4 år som president och 19 år som kejsare.

## Fransk-tyska kriget inleds
Sommaren 1870 förklarade kejsaren krig mot Preussen, och därmed inleddes det Fransk-tyska kriget. Bonaparte ledde själv en stor del av den mycket illa förberedda Rhenarmén, som bildades först efter krigsförklaringen. De preussiska styrkorna, under den danskfödde strategen Helmuth von Moltke d.ä., var numerärt underlägsna men förfogade över bättre utrustning. Preussarna tillfångatog den franske kejsaren under slaget vid Sedan den 2 september 1870, varefter han tvingades abdikera och flydde till England. Därefter blev Frankrike för tredje gången republik.

### Fotnoter
1. ↑  Dick Harrison. ”Franska presidenter har haft stort inflytande”. Svenska dagbladet. http://www.svd.se/franska-presidenter-har-haft-stort-inflytande. Läst 7 mars 2016.